# الدوري الفنزويلي الممتاز 2004–05
الدوري الفنزويلي الممتاز 2004–05 (بالإسبانية: Primera División Venezolana 2004-05)‏ هو الموسم 85 من الدوري الفنزويلي الممتاز. كان عدد الأندية المشاركة فيه 10، وفاز فيه أتلتيكو ماراكايبو ‏.